# إسحاق إدوارد إيمرسون
إسحاق إدوارد إيمرسون (بالإنجليزية: Isaac Edward Emerson)‏ هو كيميائي أمريكي، ولد في 24 يوليو 1859 في مقاطعة تشاتهام في الولايات المتحدة، وتوفي في 23 يناير 1931.